# 우주 스파이 짐
《우주 스파이 짐》(영어: Invader Zim)은 니켈로디언에서 제작한 SF 블랙 코미디 애니메이션이다. 원작자는 만화가 조넨 바스케즈다.
얼크 행성에서 온 외계인 짐(성우: 리처드 스티븐 호비츠)이 조수 로봇 걸과 함께 지구를 정복하려는 내용이다. 같은 학교에 다니는 딥과 라이벌이다.
2001년부터 2002년까지 니켈로디언에서 방영되었으며, 취소된 후 6개의 에피소드가 2004년 DVD로 나왔으며, 이후 2006년 닉툰스 네트워크에서 TV 방영되었다. 2015년 7월 8일에 만화책으로 출시되었으며 2021년 8월 4일까지 오니 프레스(Oni Press)에서 연재되었다. 우주 스파이 짐: 지구를 삼켜라!(Invader Zim: Enter the Florpus)라는 제목의 영화가 2019년 8월 16일 넷플릭스에서 제작되었다.